# مسابقات قهرمانی تکواندو جهان ۱۹۷۳
مسابقات قهرمانی تکواندو جهان ۱۹۷۳ نخستین دورهٔ مسابقات قهرمانی تکواندو جهان می‌باشد که از ۲۵ تا ۲۷ مه در سئول، کره جنوبی برگزار گردید.

## خلاصه مدال‌ها
| رویداد | طلا                       | نقره                              | برنز                                |
| ------ | ------------------------- | --------------------------------- | ----------------------------------- |
| ۶۴− ک‌گ | Lee Ki-hyung · کرهٔ جنوبی  | Armando Chavero · آلمان غربی      | Joe Hayes · ایالات متحده آمریکا     |
| ۶۴− ک‌گ | Lee Ki-hyung · کرهٔ جنوبی  | Armando Chavero · آلمان غربی      | Georg Karrenberg · آلمان غربی       |
| ۶۴+ ک‌گ | Kim Jeong-tae · کرهٔ جنوبی | Mike Warren · ایالات متحده آمریکا | Albert Cheeks · ایالات متحده آمریکا |
| ۶۴+ ک‌گ | Kim Jeong-tae · کرهٔ جنوبی | Mike Warren · ایالات متحده آمریکا | Raymond Sell · ایالات متحده آمریکا  |

## جدول مدال‌ها
| رتبه           | کشور                | طلا | نقره | برنز | مجموع |
| -------------- | ------------------- | --- | ---- | ---- | ----- |
| ۱              | کرهٔ جنوبی           | ۲   | ۰    | ۰    | ۲     |
| ۲              | ایالات متحده آمریکا | ۰   | ۱    | ۳    | ۴     |
| ۳              | آلمان غربی          | ۰   | ۱    | ۱    | ۲     |
| مجموع (۳ کشور) | مجموع (۳ کشور)      | ۲   | ۲    | ۴    | ۸     |

## کشورهای شرکت‌کننده
| - استرالیا - برونئی - کانادا - السالوادور - فرانسه - گواتمالا - هنگ کنگ | - ساحل عاج - ژاپن - کامبوج - مالزی - مکزیک - فیلیپین - سنگاپور | - کرهٔ جنوبی - تایوان - اوگاندا - ایالات متحده آمریکا - آلمان غربی |